# Leo Van Tilburg
Leopold Petrus (Leo) Van Tilburg (Baarle-Hertog, 7 november 1948) is een Nederlands-Belgisch ondernemer en christendemocratisch politicus voor de CDK.

## Levensloop
Van Tilburg groeide op in een Nederlands landbouwersgezin met acht kinderen te Baarle-Hertog. Tijdens zijn jeugd was hij aangesloten bij de Katholieke Plattelands Jongeren (KPJ) in Baarle-Nassau en atletiekvereniging SPRINT te Breda. Hij doorliep zijn middelbaar aan de technische school te Gilze. Later doorliep hij de mts aan het RKMTS te Tilburg, waar hij werktuigbouwkunde studeerde. Omstreeks zijn 28e verwierf hij de Belgische nationaliteit. In december 1969 startte hij een staalconstructieonderneming op, dat hij initieel runde vanuit de schuur in de ouderlijke woonst. De onderneming groeide gestaag uit tot een bedrijfje met tien werknemers. In 1973 huwde hij. Uit dit huwelijke ontsproten twee kinderen.
Na de gemeenteraadsverkiezingen van 1982 zetelde hij in de gemeenteraad en na de stembusgang van 1988 werd Van Tilburg schepen. Hij ontfermde zich over de bevoegdheid Openbare Werken en vanaf 1995 ook over Verkeer en Mobiliteit. In 2011 volgde hij partijgenoot Jan Van Leuven op als burgemeester, een mandaat dat hij uitoefende tot de lokale verkiezingen van 2018. Hij werd in deze hoedanigheid opgevolgd door Frans de Bont. Hoewel Van Tilburg in 2016 aankondigde te stoppen op het einde van de legislatuur, was hij bij de gemeenteraadsverkiezingen van 2018 opnieuw lijsttrekker. Bij de gemeenteraadsverkiezingen van 2024 werd hij als lijstduwer herkozen. Onder zijn bestuur werd de rondweg gerealiseerd en werd er een nieuwe gemeenteschool gebouwd in het centrum van het dorp. Daarnaast realiseerde hij de herinrichting van het sportpark en werden de eerste afspraken gemaakt met het bisdom Antwerpen omtrent de school in Zondereigen.
In april 2019 verkreeg hij de titel van ere-burgemeester.